# Perm Steel Tigers
I Perm Steel Tigers sono una squadra di football americano di Perm', in Russia, fondata nel 2010.

## Dettaglio stagioni

### Tornei nazionali

#### Campionato

##### LAF/Campionato russo/EESL
| Stagione | regular season | regular season | regular season | regular season | regular season | regular season | playoff | playoff | playoff | playoff | playoff | playoff                                  | playoff         |
|          | Vin            | Par            | Per            | Tot            | PF             | PS             | Vin     | Per     | Tot     | PF      | PS      | risultato                                | avversaria      |
| -------- | -------------- | -------------- | -------------- | -------------- | -------------- | -------------- | ------- | ------- | ------- | ------- | ------- | ---------------------------------------- | --------------- |
| 2016     | 6              | 0              | 0              | 6              | 188            | 45             | 0       | 1       | 1       | 12      | 13      | Ottavi di finale                         | Podolsk Vityaz  |
| 2017     | 4              | 0              | 0              | 4              | 162            | 61             | 2       | 1       | 3       | 98      | 82      | Vincitori Coppa delle Regioni/Semifinale | Moscow Patriots |
| 2018     | 6              | 0              | 0              | 6              | 168            | 21             | 2       | 1       | 3       | 96      | 48      | Vincitori Coppa delle Regioni/Semifinale | Moscow Patriots |
| 2019     | 3              | 0              | 0              | 3              | 94             | 35             | 0       | 1       | 1       | 0       | 13      | Finale                                   | Moscow Patriots |
| 2020     | 3              | 0              | 1              | 4              | 141            | 77             | 0       | 1       | 1       | 6       | 36      | Finale                                   | Moscow Spartans |
| 2021     | 2              | 0              | 3              | 5              | 52             | 111            | -       | -       | -       | -       | -       | -                                        | -               |
| Totale   | 24             | 0              | 4              | 28             | 805            | 350            | 4       | 5       | 9       | 212     | 192     |                                          |                 |

Fonti: Enciclopedia del Football - A cura di Roberto Mezzetti

##### Pervaja Liga
| Stagione | regular season | regular season | regular season | regular season | regular season | regular season | playoff | playoff | playoff | playoff | playoff | playoff   | playoff         |
|          | Vin            | Par            | Per            | Tot            | PF             | PS             | Vin     | Per     | Tot     | PF      | PS      | risultato | avversaria      |
| -------- | -------------- | -------------- | -------------- | -------------- | -------------- | -------------- | ------- | ------- | ------- | ------- | ------- | --------- | --------------- |
| 2022     | 4              | 0              | 0              | 4              | 181            | 51             | 1       | 1       | 2       | 46      | 50      | Finale    | Spartak Bryansk |
| Totale   | 4              | 0              | 0              | 4              | 181            | 51             | 1       | 1       | 2       | 46      | 50      |           |                 |

Fonti: Enciclopedia del Football - A cura di Roberto Mezzetti

### Riepilogo fasi finali disputate
| Anno            | Luogo      | Evento           | Fase del torneo  | Incontro                            | Risultato |
| 14 agosto 2016  | Perm'      | LAF              | Ottavi di finale | Perm Steel Tigers - Podolsk Vityaz  | 12 - 13   |
| 19 agosto 2017  | Perm'      | LAF              | Semifinale       | Perm Steel Tigers - Moscow Patriots | 20 - 37   |
| 18 agosto 2018  | Perm'      | LAF              | Semifinale       | Perm Steel Tigers - Moscow Patriots | 14 - 42   |
| 17 agosto 2019  | Zelenograd | Campionato russo | Russkij Bowl     | Moscow Patriots - Perm Steel Tigers | 13 - 0    |
| 31 ottobre 2020 | Mosca      | EESL             | Finale           | Moscow Spartans - Perm Steel Tigers | 36 - 6    |
| 7 agosto 2022   | Odincovo   | Pervaja Liga     | Finale           | Spartak Bryansk - Perm Steel Tigers | 18 - 13   |

## Palmarès
- 2 Coppe delle Regioni (2017, 2018)
- 1 Campionato degli Urali (2016)